# Barbara Gorgoń-Flont
Barbara Gorgoń-Flont (ur. 11 stycznia 1936 w Gródku nad Dunajcem, zm. 13 kwietnia 2020) – polska saneczkarka, medalistka mistrzostw świata, olimpijka.

## Kariera
Na igrzyskach startowała jeden raz. W 1964, w debiucie saneczkarstwa na olimpiadzie, była bliska zdobycia medalu zajmując 5. miejsce. W 1958, na torze w Krynicy, odniosła największy sukces w karierze zdobywając brązowy medal mistrzostw świata (przegrała tylko z koleżankami z reprezentacji: Marią Semczyszak oraz Heleną Bether-Szubert).
W marcu 2013 na Uniwersytecie Jagiellońskim w Krakowie otrzymała Medal „Kalos Kagathos".

## Osiągnięcia

### Igrzyska olimpijskie
| Rok  | Miejsce   | Jedynki |
| ---- | --------- | ------- |
| 1964 | Innsbruck | 5.      |